# Luigi Cecchini
Luigi Cecchini (Ferrara, 1944) es un médico Italiano especializado en medicina deportiva, sobre todo en lo referente al ciclismo. Conocido por los elaborados planes de entrenamiento que elabora para sus clientes, se trata de un médico controvertido al haber sido nombrado en numerosas investigaciones sobre el dopaje en el deporte.
Cecchini ha sido declarado por algunos medios como discípulo del también controvertido doctor Michele Ferrari (seguidor a su vez de los postulados del Dr. Franceso Conconi). 
Fue médico del ciclista danés Bjarne Riis desde 1992, ganando la general del Tour de Francia 1996. Años después, Riis confesó haber utilizado EPO para lograr dicho triunfo, aunque no mostró arrepentimiento alguno por ello.
Colega del controvertido doctor español Eufemiano Fuentes, la investigación en mayo de 2006 de la Operación Puerto en Madrid (España) llevó a la policía italiana a pensar que Fuentes y Cecchini tenían un acuerdo de intercambio de clientes, de manera que los clientes de Fuentes serían atendidos en caso de encontrarse en Italia por Cecchini, y viceversa. De hecho, el diario La Repubblica afirmó que Cecchini era el enlace de Fuentes con los ciclistas italianos. Por ejemplo, Cecchini era médico de Ivan Basso, a quien la prueba de ADN identificó como el deportista tras los nombres en clave número 2 y Birillo en la trama de dopaje de Fuentes, siendo sancionado con dos años de suspensión. Otros clientes de Cecchini con implicación demostrada en la trama dopante de Fuentes fueron Michele Scarponi y Jörg Jaksche. Además, uno de los nombres en clave para sus clientes utilizados por Fuentes y descubierto en la Operación Puerto era Clasicómano Luigi, supuestamente en referencia a un cliente directo de Luigi (Cecchini). 
La relación laboral Fuentes-Cecchini era conocida desde la Vuelta a España 2001, cuando Fuentes fue médico de los dos primeros clasificados de la Vuelta: el ganador Ángel Casero (del equipo Festina, a quien atendía en privado) y el segundo Óscar Sevilla (del equipo Kelme, donde era médico oficial). En el transcurso de la carrera (cuando Sevilla era líder de la carrera) dejó un mensaje en el contestador de Casero, en el que además de darle ánimos le pedía que estuviera tranquilo pues en caso de necesidad para la decisiva contrarreloj final de Madrid estaría preparado lo que tú ya sabes. Este hecho reavivó las sospechas de dopaje existentes; en respuesta a la polémica, Eufemiano dijo que había realizado la llamada de ánimo a Casero (rival del Kelme, equipo de Fuentes) a petición de su colega italiano Luigi Cecchini, médico de Casero, y que lo que tú ya sabes hacía referencia a unas bielas especiales para la bicicleta de contrarreloj.
A pesar de las evidencias, Cecchini negó cualquier relación laboral con Fuentes, a quien dijo no haber visto en años.
Algunos periodistas deportivos certifican que en los últimos años se ha producido un aumento de la presencia de equipos y/o ciclistas para realizar su preparación en la Toscana italiana, relacionando este hecho con que en esa región vive y tiene su consulta el doctor Cecchini.